# Костел Святої Катерини в Гданську
54°21′15″ пн. ш. 18°39′05″ сх. д. / 54.35411389° пн. ш. 18.65145278° сх. д.
Костел Святої Катерини — найстаріший парафіяльний костел у Старому місті Гданська. Побудований між 1227 і 1239 рр., за панування князя Святополка II Великого. Після 1379 р. старий костел замінений на новий готичний. З 1555 по 1945 рр. належав протестантам. Його покровителькою є свята Катерина Александрійська з Єгипту. 
76-метрова вежа костелу увінчана бароковим куполом Якоба ван ден Блока 1634 р.. У костелі зберігаються картини Антона Меллера та Ісаака ван ден Блока, а також барокові епітафії та надгробок астронома Яна Гевелія 1659 р.

## Історія
Початково він мав однонефний презбітеріум (олтарну частину). Вперше існування костелу св. Катерини було підтверджено письмовими джерелами в 1263 і 1268 роках, коли був записаний священник, на ім'я Людер. Сам костел згадується 1271 р. як "matrona loci". У XIV ст. на місці першого костелу було поставлено новий базилікального типу готичний костел з трьох нав, однонавного пресбітерія, ризниці та притвору, який ми можемо бачити зараз. Не зрозуміло чи збереглися в сучасному костелі якісь релікти з попереднього храму епохи поморських князів. 
У 1298 році в костелі відбувався суд Владислава Локєтка. 
3 липня 1905 року від удару блискавки згоріла вежа костелу.
Під час боїв за Гданськ у 1945 році вогонь знищив дахи, шолом на вежі та частину склепінь. У 1953 р. під час бурі обвалився східний фронтон південної нави вівтаря. Невдовзі розпочалася багаторічна реконструкція. До 1958 р. було відновлено частину корпусу, фронтони над вівтарем і в південних каплицях. У 1967 році було завершено наву костелу. Склепіння бічних нефів були реконструйовані у 1971-1973 роках, а шолом вежі — у 1974-1979 роках. Решта склепінь була реконструйована у 1980-1982 роках. 
У вежі костелу знаходиться Музей баштових годинників — філія Історичного музею міста Гданська. 

## Українські акценти
У костелі зберігаються ікони привезені після Другої світової війни з католицьких монастирів Західної України: 
- Образ Божої Матері Большовської з костелу в Більшівцях. Ікона увінчана папськими коронами.
- Образ Божої Матері з Теребовлі — чудотворна ікона. Як витвір мистецтва, вона датується кінцем XVI — початком XVII століть. Оригіналом була чудотворна картина з неаполітанської кармелітської церкви Санта-Марія-дель-Карміне. Мадонна тримає немовля на руках, з її правої руки звисає скапулярій, а її права рука прикрашена зіркою — відповідно до назви "Зірка моря". У нижній частині ікони зображені фігури зі скапуляріями на шиях, в очисному вогні, які очікують на спасіння — відповідно до обіцянки, пов'язаної з посвятою".
- Образ Святого апостола Юди Фадея — чудотворний образ, привезений зі Львова[3].